# Plaza de San Francisco (Madrid)

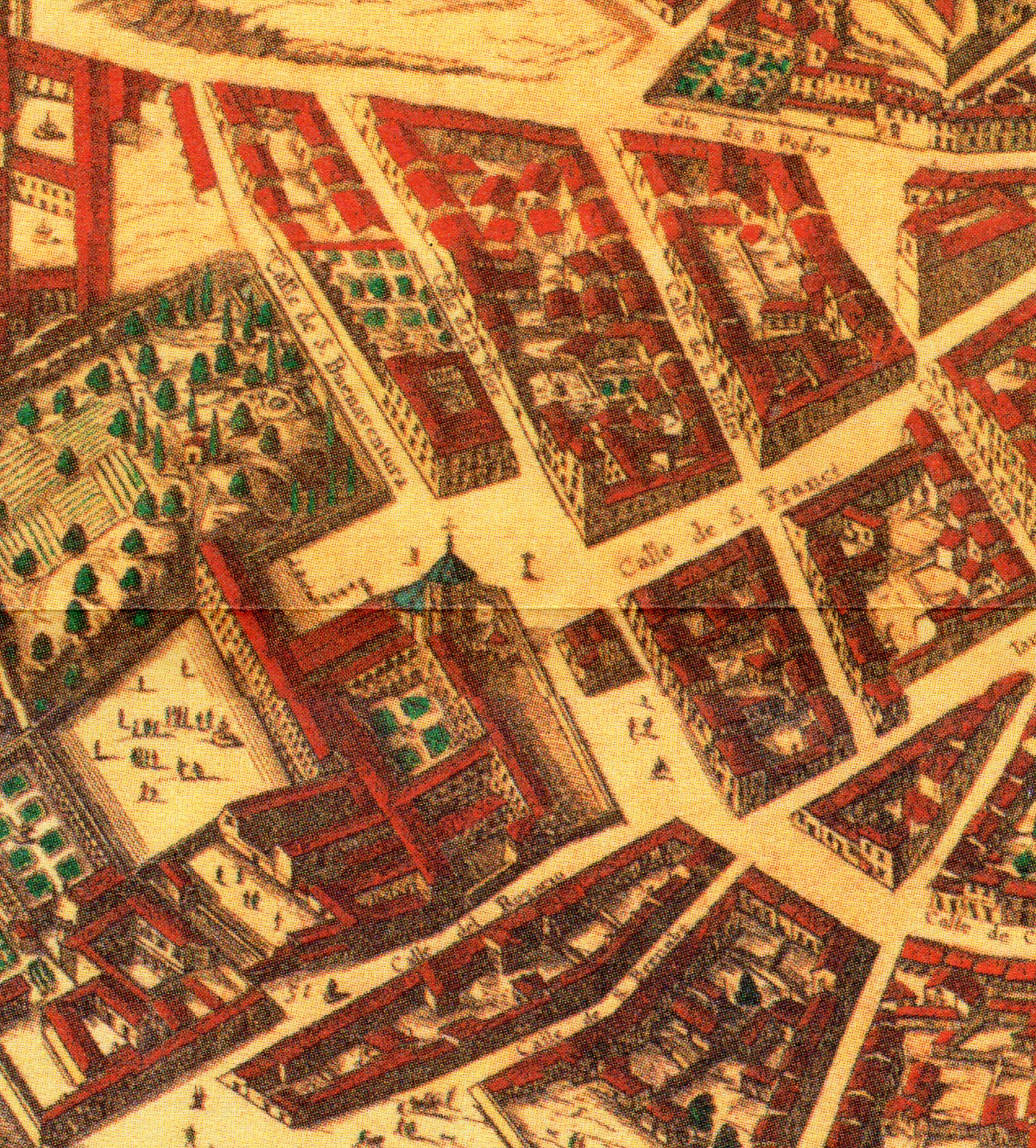
Plaza en el plano de Teixeira, 1656.

La plaza de San Francisco, antiguamente también denominada campillo de San Francisco, es un espacio público de la ciudad española de Madrid. Se encuentra en el barrio de Palacio, distrito Centro, y en ella confluyen la carrera de San Francisco, la calle de Buenaventura, la calle de Bailén, la travesía de las Vistillas y la gran vía de San Francisco.

## Historia
La calle se localiza ya desde el siglo XIX entre la carrera de San Francisco y la calle de San Buenaventura. Aparece en el plano de Teixeira de 1656, aunque sin nombre, así como en el de Espinosa, con la denominación «Campillo de San Francisco».
En ella se encuentra la basílica de San Francisco el Grande. La fundación del edificio original se remontaría según la leyenda al siglo xiii, con la construcción de una pequeña ermita. En 1596 se dio licencia al padre guardián de la Orden San Francisco para acordalar un solar, edificar y formar calle junto al convento allí existente. En 1658 el terreno se vendió a la condesa de Villarreal para labrar unas casas junto al dicho edificio.
En 1761 se construyó la basílica actual, en una obra dirigida sucesivamente por Francisco Cabezas, Antonio Pló y Francisco Sabatini, que se finalizaría en 1794. Al convento se le dio el calificativo de «Grande» para diferenciarlo de otro situado en la carrera de San Jerónimo. En el número 2 de la plaza se encontraba, a finales del siglo xix una casa de caridad para recoger sirvientas desocupadas.
En la plaza se encuentran también la Capilla del Cristo de los Dolores, de la Venerable Orden Tercera de San Francisco, situada junto a la basílica, y el Colegio Arzobispal de Madrid/Seminario Menor de Madrid.